# Johnny Comando y Gorila
Johnny Comando y Gorila fue una serie de historietas creada por el guionista de cómic Eugenio Sotillos y el dibujante Alan Doyer para Hazañas Bélicas de Editorial Toray.

## Trayectoria editorial
La serie apareció en el número 34 de Hazañas Bélicas Especial Roja y continuó publicándose hasta el 126, en que tiene lugar la boda de Johnny Comando.
A partir del número 161, de 1965, y tras un cambio de formato, Gorila se convirtió en el protagonista de la publicación.
En 1992 Fondos Editoriales reeditó los 90 episodios originales de la serie en 5 tomos.

## Argumento y personajes
Johnny Comando y Gorila narra las misiones de un comando estadounidense durante la Segunda Guerra Mundial y la guerra de Corea. Está compuesto por:
- El capitán John Latimer, alias Johnny Comando
- Pat O´Brien, llamado Bolita por su porte regordete
- John T. Smith, llamado Gorila por su apariencia simiesca.

Gorila sustituyó poco a poco a Bolita en la serie y, tras encabezar la publicación, comenzó a ascender por el escalafón militar.